# Ulmus crassifolia
Ulmus crassifolia — вид квіткових рослин з родини в'язових (Ulmaceae). Поширення: США, північно-східна Мексика.

## Біоморфологічна характеристика
Дерево 24–27 метрів заввишки; крони від закруглених до вузьких. Кора світло-коричнева з неглибокими гребенями та великими пластинками. Деревина тверда. Гілки часто з супротивними корковими крилами; гілочки червонувато-коричневі, запушені. Ніжка листка ≈ 1.5 мм, запушена. Листкова пластинка від яйцеподібної до еліптичної, 2.5–5 × 1.3–2 см, основа коса або округла до клинуватої, краї городчасті до подвійно пилчастих, верхівка тупа; поверхні знизу м'яко запушені, зверху жорстко запушені. Суцвіття 2–5-квіткові, 0.5 см. Квіти: чашечка глибоко лопатева, більше 1/2 своєї довжини, частки 6–9, волохаті; тичинки 5–6, пиляки червонувато-пурпурові. Крилатки від зелених до коричнево-коричневих, еліптичні до овальних, ≈ 0.75–1 см, запушені, краї війчасті, вії ≈ 0.5 мм. Насіння дещо потовщене, не роздуте. 2n = 28. Цвітіння: кінець літа — початок осені.

## Середовище
Населяє береги струмків, низькі ліси, низькі схили пагорбів, узбіччя доріг, пустирі, іноді тінисті дерева. Зростає на висотах 0–500 метрів.

## Використання
Це дерево висаджують як декоративне та тіньове дерево на більшій частині його природного ареалу та за його межами. Цей вид також використовується для виготовлення деревини завдяки своїй міцності. Його можна використовувати для виготовлення меблів, стовпів для парканів та контейнерів.